# 1960 في اليابان
فيما يلي قوائم الأحداث التي وقعت خلال عام 1960 في اليابان.

## سياسة

### تعيين في المنصب
- 19 يوليو – هاياتو إيكيدا رئيس وزراء اليابان.

### انتهاء فترة المنصب
- 19 يوليو – نوبوسوكه كيشي رئيس وزراء اليابان.
- 12 أكتوبر – أسانوما إنيجيرو عضو مجلس النواب من اليابان.

## برامج ومسلسلات وأنمي
- رعد العملاق

## مواليد

### يناير
- 1 يناير – ماساكي ياغيشيتا لاعب كرة قدم ياباني.
- 1 يناير – هيديو ياماموتو
- 2 يناير – ناوكي أوراساوا
- 10 يناير – يوجي تاكادا ممثل ياباني.
- 19 يناير – ياسونوري إيواساكي
- 25 يناير – ريو ناتسوكي مؤدّية صوت يابانية.
- 25 يناير – نابويو فوجيشيرو لاعب كرة قدم ياباني.
- 30 يناير – شينجي ساروساوا لاعب كرة قدم ياباني.

### فبراير
- 7 فبراير – ياسونوري ماتسموتو
- 23 فبراير – ناروهيتو
- 28 فبراير – تورو أوكاوا

### مارس
- 7 مارس – كازو أوزاكي لاعب كرة قدم ياباني.
- 7 مارس – موتومو أزاكي
- 29 مارس – هيرومي تسورو

### أبريل
- 2 أبريل – تاكاشي ماتسوياما ممثل ياباني.
- 24 أبريل – ماسامي كيكوتشي مؤدّي صوت ياباني.

### مايو
- 17 مايو – ماكوتو سوكياما لاعب كرة قدم ياباني.
- 22 مايو – هيدياكي أنو
- 28 مايو – تاكاشي ميزوما لاعب كرة قدم ياباني.

### يونيو
- 7 يونيو – هيروهيكو أراكي مانغاكا ياباني.
- 9 يونيو – كازوهيرو فوروهاشي
- 9 يونيو – مامي هوريكوشي مؤدّية صوت يابانية.

### يوليو
- 1 يوليو – كوجي إيشي
- 11 يوليو – تومويوكي كاجيانو لاعب كرة قدم ياباني.
- 27 يوليو – كاتسو توكاشيكي
- 28 يوليو – يوتشي تاكاهاشي مانغاكا ياباني.

### أغسطس
- 8 أغسطس – موتوكو أراي
- 9 أغسطس – ياسوشي يوشيدا لاعب كرة قدم ياباني.
- 15 أغسطس – ماساأكي كاننو لاعب كرة قدم ياباني.
- 24 أغسطس – شينجي كوباياشي

### سبتمبر
- 2 سبتمبر – هيروشي ماتسود لاعب كرة قدم ياباني.
- 11 سبتمبر – هيروشي أمانو
- 14 سبتمبر – كازوهيرو كيوتشي
- 15 سبتمبر – كاتسويوشي شنتو لاعب كرة قدم ياباني.
- 25 سبتمبر – شينجي تاناكا لاعب كرة قدم ياباني.

### أكتوبر
- 12 أكتوبر – هيرويوكي سانادا ممثل ياباني.
- 19 أكتوبر – تاكيشي كوشيدا لاعب كرة قدم ياباني.
- 21 أكتوبر – أكيرا سنجو ملحن ياباني.
- 25 أكتوبر – هيرويوكي يوشيدا لاعب كرة قاعدة ياباني.
- 26 أكتوبر – تاكاشي سيكايزوكا لاعب كرة قدم ياباني.

### نوفمبر
- 17 نوفمبر – تاكاشي تيزوكا
- 29 نوفمبر – تسويوشي هامادا ملاكم ياباني.

### ديسمبر
- 17 ديسمبر – تاراكو
- 19 ديسمبر – ياسومي أوميتسو
- 22 ديسمبر – كازو هيراي رائد أعمال ياباني.
- 23 ديسمبر – موتسومي إينوماتا فنانة يابانية.
- 23 ديسمبر – ميوكي ميابي
- 23 ديسمبر – يوكيتو اياتسوجي روائي ياباني.
- 28 ديسمبر – شينيتشي موريشيتا لاعب كرة قدم ياباني.

## وفيات

### أبريل
- 23 أبريل – تويوهيكو كاجاوا (مواليد 1888) سياسي ياباني.

### أكتوبر
- 12 أكتوبر – أسانوما إنيجيرو (مواليد 1898) سياسي ياباني.

### نوفمبر
- 2 نوفمبر – أوتويا ياماغوتشي (مواليد 1943)

### ديسمبر
- 26 ديسمبر – تيتسورو واتسوجي (مواليد 1889) فيلسوف ياباني.